# Illusion oder Wirklichkeit?
Illusion oder Wirklichkeit (Originaltitel: Where Silence Has Lease) ist die zweite Folge der zweiten Staffel der US-amerikanischen Science-Fiction-Fernsehserie Raumschiff Enterprise – Das nächste Jahrhundert. Sie wurde in den Vereinigten Staaten über Syndication vermarktet und erstmals am 28. November 1988 auf verschiedenen Fernsehsendern ausgestrahlt. In Deutschland war sie zum ersten Mal am 20. April 1991 in einer synchronisierten Fassung im ZDF zu sehen.

## Handlung
Die Enterprise entdeckt bei einem Erkundungsflug eine Zone reiner Schwärze im All. Bei Untersuchungen dehnt sich die Zone aus und umschließt bald die Enterprise, so dass sie sich in einer schwarzen Leere befindet und die Sensoren nichts mehr anzeigen. Captain Jean-Luc Picard befiehlt dem Schiff den Rückflug, aber sie können nicht entkommen.
Plötzlich enttarnt sich ein romulanischer Warbird vor dem Schiff und greift an; Picard befiehlt der Besatzung, das Feuer zu erwidern, und sie zerstört den Warbird, aber Picard ist misstrauisch, wie leicht dies geschieht. Dann entdeckt die Besatzung ein Schiff, das sich anscheinend ihrem Schwesterschiff, der USS Yamato, nähert, aber es reagiert nicht auf Rufe. Commander William Riker und Leutnant Worf beamen sich hinüber, um das Schiff zu durchsuchen, wo sie es leer vorfinden, mit verschiedenen Ungereimtheiten in seiner Konstruktion. Die Enterprise entdeckt dann einen Ausgang aus der Dunkelheit, kann aber das Außenteam nicht erfassen, um es zurückzuholen, bevor die Öffnung verschwindet. Die Yamato beginnt zu verschwinden, aber die Enterprise kann Riker und Worf gerade noch rechtzeitig zurückbeamen. In der Schwärze erscheinen weitere Öffnungen, die sich jeweils schließen, sobald sich die Enterprise ihnen nähert. Picard erkennt, dass sie manipuliert werden, und befiehlt einen vollständigen Stopp.
Plötzlich erscheint in der Leere ein Wesen mit einem verzerrten Gesicht namens Nagilum. Es verkündet, es sei neugierig auf die Menschen und ihre „begrenzte Existenz“ und wolle die Grenzen des menschlichen Körpers testen. Es löst bei Fähnrich Haskell heftige Krämpfe aus, woraufhin er tot zu Boden fällt. Nagilum erklärt daraufhin, dass es alles über den Tod wissen will, und behauptet geistesabwesend, dass es ein Drittel bis die Hälfte der Besatzung der Enterprise benötigen würde, um seine Experimente zu beenden. Picard beschließt, die Selbstzerstörungssequenz des Schiffes zu aktivieren, anstatt sich Nagilums Launen zu beugen. Während Picard in seinem Quartier abwartet, erscheinen Data und Troi. Data stellt die Frage, was der Tod sei. Nachdem Picard lange und philosophisch antwortet, versuchen beide, ihn zu überzeugen, dass die Selbstzerstörung falsch sei. Picard entlarvt dies jedoch als einen Versuch Nagilums, ihn zu täuschen. Nachdem der Countdown sich dem Nullpunkt nähert, verschwindet die Leere plötzlich und lässt die Enterprise im normalen Raum zurück. Picard befiehlt dem Schiff, sich mit hoher Geschwindigkeit zu entfernen, und als er sich schließlich davon überzeugt hat, dass sie wirklich frei sind, bricht er die Selbstzerstörungssequenz ab. Während die Enterprise ihre Mission fortsetzt, wird Picard auf dem Computer in seinem Bereitschaftsraum vom Gesicht Nagilums empfangen. Nagilum gibt eine Bewertung der Menschheit ab, kritisiert die Fehler der Spezies und behauptet, dass sie nichts mit ihrer Art gemein hat. Picard widerspricht und weist darauf hin, dass ihre jüngste Begegnung zeigt, dass beide Spezies neugierig sind.

## Verbindungen zu anderen Star-Trek-Produktionen
Einige Elemente aus dieser Folge wurden in späteren Star-Trek-Produktionen wieder aufgegriffen:
- Worfs Holodeck-Trainingsprogramm kommt in dieser Folge zum ersten Mal vor. Es ist später noch in drei weiteren Folgen der Serie zu sehen.
- Bei der hier gezeigten USS Yamato handelt es sich um eine Illusion. In Folge 2.11 (Die Iconia-Sonden) ist die echte Yamato zu sehen. Sie hat allerdings eine andere Registriernummer als die Yamato-Illusion.

## Produktion

### Drehbuch
Der Originaltitel Where Silence Has Lease geht auf die letzte Strophe des Gedichts The Spell of the Yukon von Robert W. Service aus dem Jahr 1907 zurück:

“There's gold, and it's haunting and haunting;
It's luring me on as of old;
Yet it isn't the gold that I'm wanting
So much as just finding the gold.
It's the great, big, broad land 'way up yonder,
It's the forests where silence has lease;
It's the beauty that thrills me with wonder,
It's the stillness that fills me with peace”

### Regie
Winrich Kolbe war hier erstmals als Regisseur für eine Star-Trek-Produktion tätig. Im Laufe seiner Karriere inszenierte er insgesamt 16 Folgen von Raumschiff Enterprise – Das nächste Jahrhundert sowie 32 Folgen in anderen Star-Trek-Serien.

### Darsteller
Earl Boen übernahm kurzfristig die Rolle des Nagilum, der eigentlich von Richard Mulligan gespielt werden sollte und dessen rückwärts geschriebener Nachname als Bezeichnung des fremden Wesens gewählt wurde.

### Kulissen
Diese Folge wurde ausschließlich in bereits vorhandenen Kulissen gedreht. Finanznöte zwangen zu einer Bottle Show, die keine neuen Kulissen erfordert.

### Musik
Die Musik während der Kampfübung auf dem Holodeck ist an die Kampfmusik aus der Folge Weltraumfieber der Vorgängerserie Raumschiff Enterprise angelehnt.
Bei dem Musikstück, das Picard hört, während er auf die Zerstörung der Enterprise wartet, handelt es sich um die Gymnopedie No 1. Lent et Douloureux von Erik Satie.

## Rezeption
The A.V. Club verglich die Episode mit der Originalserie Raumschiff Enterprise: „Es geht zurück zu den gottähnlichen Wesen und Technologie, die nicht von Magie zu unterscheiden ist“ und hatte gemischte Gefühle darüber, dass die Episode bekannte Ideen neu interpretiert.
Keith DeCandido bewertete Illusion oder Wirklichkeit? 2011 auf tor.com als eine unterdurchschnittliche Folge. Sie sei zwar klaustrophobisch und biete durchaus spannungsreiche Momente, doch viele Stellen wirkten auch füllerhaft oder lächerlich. Als recht ungeschickt empfand er etwa, dass Wesley plötzlich ohne nähere Erklärung durch Haskell ersetzt wird, nur um diesen dann sterben zu lassen. Das Ende fand DeCandido etwas antiklimaktisch.
Derek Draven führte Illusion oder Wirklichkeit? 2020 auf screenrant.com in einer Liste der 10 furchteinflößendsten Folgen von Raumschiff Enterprise – Das nächste Jahrhundert auf Platz 10.

## Parodien und Anspielungen
1995 wurden etwa 35 Minuten von Illusion oder Wirklichkeit? in Rahmen des Fandub-Projekts Sinnlos im Weltraum parodistisch neu auf Deutsch synchronisiert.